# Club Deportivo Vista Hermosa
Maillots
Le C.D. Vista Hermosa est un club de football salvadorien, basé à San Francisco Gotera, fondé en 1999.
Le club évolue en première division entre 2005 et 2012.

## Palmarès
- Championnat du Salvador (1)
  - Champion : 2005 (Apertura)

- Championnat du Salvador de deuxième division (1)
  - Champion : 2005 (Clausura)